# Крищук Михайло Миколайович
Михайло Миколайович Крищук (нар. 19 березня 1947, с. Колодіївка) — український педагог, фольклорист, народознавець, режисер, сценарист. Відмінник освіти України (1997).

## Життєпис
Михайло Миколайович народився 1947 року в селі Колодіївка Підволочиського району Тернопільської області, нині Тернопільського району Україна.
Закінчив філологічний факультет педагогічного інституту в м. Кам'янець-Подільський Хмельницької обл.(1986).
Вищу профспілкову школу культури у м. Ленінград, РФ (1979).
Вчителював, працював у Тернополі вихователем, директором БК «Текстильник» Тернопільського бавовняного комбінату (1968—1979), Зав. відділу народної творчості Науково-методичного центру обласного управління культури (1979—1986), Директор Будинку художньої і технічної творчості обласного управління професійно-технічної освіти (1986—1994).
Від 1994 — заступник директора Науково-методичного центру професійної освіти управління освіти і науки Тернопільської обласної державної адміністрації. Лауреат Всесоюзних та Всеукраїнських конкурсів режисерів масових свят і видовищ.

## Творчість

### Книги
- «Читанка з народознавства» (1991),
- «Українська міфологія» (1994),
- збірника пісень «Сповідь серця»,
- краєзнавчого нарису «Історія с. Колодіївка Підволочиського району» (2004).
- Упорядник збірки «Христос рождається! Славіте його! (різдвяні Вистави; 1990),
- «Легенди Тернопільщини»,
- «Ой у лузі червона калина» (антологія стрілецьких пісень),
- «Галицькі колядки і щедрівки» (1991).

Понад 60 пісень, що зібрав Михайло, вміщені в «Літописі УПА» (т. 25).
Зібрав понад 1000 легенд, переказів, народних оповідань, пісень, описів народних свят, обрядів та звичаїв Тернопільщини.
Автор публікацій у журналах «Народна творчість і етнографія», «Українська культура», газеті «Русалка Дністрова».